# Aplec de Sant Roc
L'Aplec de Sant Roc o de les Núvies és un aplec tradicional que se celebra a Sant Roc de Vilablareix, en honor de Sant Roc, La quaresma puja i baixa segons la lluna nova de febrer, l'aplec de Sant Roc, també es mou en el calendari, lluny de la diada del Sant, que és el 16 d'agost.
Una curiositat de la diada, és la tradició que "una noia amb ganes de trobar xicot, si acudeix al Sant amb devoció, no passarà l'any sense trobar minyó".
L'Aplec de Sant Roc o de les Núvies, ha gaudit d'una gran tradició i afluència fins i tot més enllà dels límits de Vilablareix. Així, per exemple, a la consueta del clergue i rector de Riudellots de la Selva, Joan Calderó, s'esmenta que ja al segle xvii els seus habitants anaven en aplec a sant Roc, distant deu quilòmetres. Tanmateix, l'any 1717 el bisbe de Girona, seguint els decrets del concili gironí, prohibí aquesta i altres romeries, ja que s'havia comprovat que molt sovint es convertia més en una festa profana que no pas religiosa, i així es prohibia que les processons sortissin del terme parroquial per dirigir-se a ermites veïnes, es prohibia també que tinguessin una duració superior a les dues hores, i que per cap motiu es fessin parades per menjar i beure, per evitar els abusos que sempre hi tenien lloc. De totes maneres, el mateix rector no pogué aplacar les ganes dels feligresos, i es muntaren una trampa per continuar anant a sant Roc: sortien en processó de Riudellots amb les atxes, veracreu i vestits litúrgics i quan arribaven a can Saurí, terme parroquial de Riudellots deixaven allí els estris litúrgics i continuaven com a processó profana fins sant Roc on hi celebraven la festa. A la tornada, al vespre, s'agafaven els estris litúrgics altra volta a can Saurí i s'arribava a Riudellots en processó. Aquesta trampa fou tolerada fins al 1740.
A mitjans del segle xx, cap als anys 40, l'aplec fou traslladat a l'esplanada que hi ha davant l'església de Sant Menna, a partir de l'abandó de la capella. Des de la restauració de l'any 2002, l'aplec es torna a fer a la mateixa esplanada de l'ermita.